# Romain Bézian

a Compétitions nationales et continentales officielles uniquement.

Dernière mise à jour le 6 juillet 2024.
Romain Bézian né le 9 août 1988 à Perpignan (Pyrénées-Orientales), est un joueur français de rugby à XV évoluant au poste de deuxième ligne au sein de l'effectif de Colomiers Rugby jusqu'à sa retraite en 2024.

## Carrière
- École de rugby et sénior: Foyer laïque du haut Vernet (Perpignan)
- 2008-2013 : USA Perpignan
- 2013-2015 : Tarbes PR
- 2015-2024 : Colomiers Rugby